# Danny Cipriani
Pour les articles homonymes, voir Cipriani.

a Compétitions nationales et continentales officielles uniquement.

b Matchs officiels uniquement.
Dernière mise à jour le 30 juin 2022.
Daniel Cipriani, né le 2 novembre 1987 à Roehampton dans la banlieue de Londres, est un joueur de rugby à XV international anglais. Il a joué comme demi d'ouverture dans les clubs : des Wasps, des Sale Sharks, des Melbourne Rebels (franchise de Super 15) et de Gloucester Rugby.

## Biographie
Les parents de Danny Cipriani, Jay et Anne, se séparent peu après sa naissance. Bien que son père rentre en Trinité-et-Tobago, Danny garde le contact avec ce dernier. Pour lui offrir une vie meilleure, sa mère prend les mesures nécessaires pour devenir conductrice de taxi en obtenant The Knowledge, permettant au jeune Danny d’accéder à l’école réputée de Donhead.
Repéré pour ses talents de rugbyman à l’école de Donhead, il se voit offrir une bourse d’études. Il poursuit alors sa formation rugbystique dans diverses écoles de la banlieue londonienne.
Sportif accompli, Danny joue pour le club de football des Queens Park Rangers et pratique également le cricket pour Berkshire ou Oxfordshire. Il sera même invité à se joindre au Surrey County Cricket Club en tant que batteur. Il jouera au rugby pour la première fois en club au Rosslyn Park à Roehampton, où il cultivera sa passion pour le jeu.

## Carrière

### En club

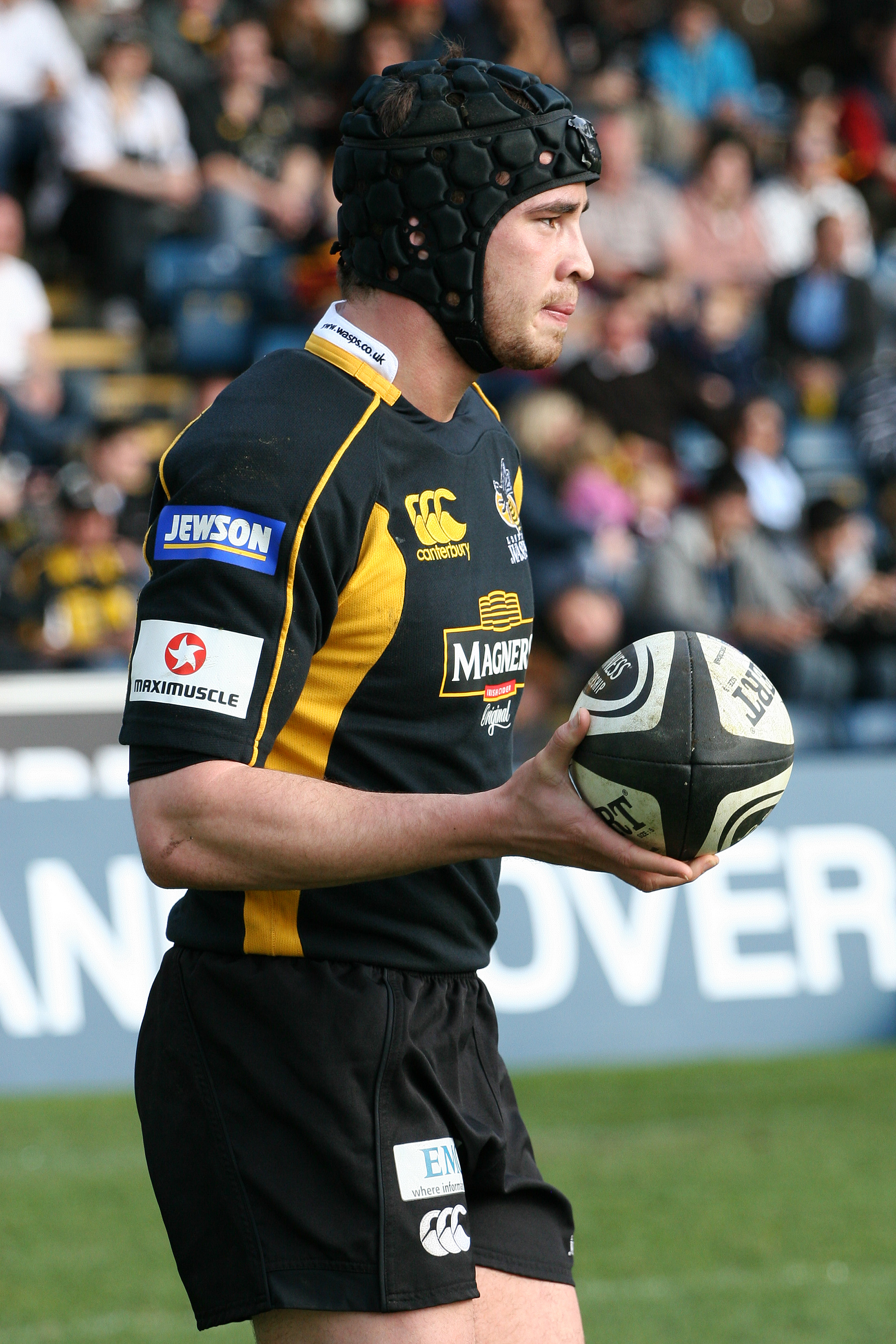
Cipriani avec les Wasps

Pur produit des London Wasps, Cipriani rejoint le club en 2003, quittant le Rosslyn Park RFC. Seulement un an plus tard, il fait sa première apparition sous le maillot noir et jaune des Wasps à l’occasion d'un match de la Powergen Cup contre Bristol.
Danny fait ses grands débuts en janvier 2007, alors qu’il joue arrière contre Worcester, il se voit désigné homme du match. Il continue sur sa lancée avec les Wasps et participe à la victoire en finale de la Coupe d'Europe de rugby à XV 2006-2007 le 20 mai, devenant à 19 ans 6 mois et 18 jours le plus jeune joueur à remporter une finale de Coupe d'Europe . Sélectionné par les England Saxons, il remporte la Churchill Cup.
Cette saison pleine le voit également consacré joueur de l’année de l’académie des Wasps.
Avec le départ d'Alex King à l'été 2007, le poste de demi d'ouverture se retrouve vacant, et, après avoir joué divers postes pour les Wasps lors des premières rencontres de la saison 2007/2008, Danny Cipriani enchaînera deux prestations de premier ordre à l'ouverture, contre successivement Gloucester et le Munster.
À la suite de ses deux performances, il jouera dans la première moitié de la saison la majorité de ses matchs au poste d’ouvreur. Très vite, on ne tarit pas d'éloges, parmi les grands noms d'hier et d'aujourd'hui du rugby anglais, à propos de sa vivacité, son jeu au pied solide et sa bonne animation offensive.
Sa saison s'achèvera malheureusement sur une blessure, le 18 mai 2008, lors de la demi-finale de Premiership contre Bath. Victime d'une fracture à la cheville, il est privé de la finale contre Leicester qui verra la victoire des London Wasps. Une blessure qui marquera un coup d'arrêt à la progression fulgurante de Danny Cipriani.
De retour sur les terrains en octobre 2008, le joueur peine depuis cette date à enchaîner les prestations de haut niveau. Certains affirment même qu'il est en déclin depuis 2008. Chou gras de la presse à scandale anglaise, certains affirment que ce serait ses frasques publiques, et non une baisse de forme, qui seraient à l'origine de ses contres performances.
En fin de contrat, Danny Cipriani, désireux de prendre un nouveau départ, s'est engagé pour une somme estimé à 300 000 $ australien à un contrat de deux ans avec la jeune province australienne des Melbourne Rebels, à compter de la saison 2010-2011 du Super 15.
Le 20 mars 2012, Danny Cipriani signe un contrat de trois ans avec le club anglais des Sale Sharks, avec lequel il évoluera à la fin de la saison de Super 15. Son objectif était de jouer la Coupe du Monde 2015, qui avait lieu en Angleterre.
À la fin de la 2017-2018, il est nommé dans l'équipe type de Premiership. Il quitte ensuite les Wasps pour rejoindre Gloucester. Réalisant une excellente saison 2018-2019, il est élu meilleur joueur de l'année en Premiership.
En février 2024, il annonce officiellement mettre un terme à sa carrière sportive.

### En équipe nationale
Sélectionné à diverses reprises dans les équipes de moins 16 ans et moins de 19 ans, il participe à la coupe du monde des moins de 19 ans mais ne termine pas la compétition en raison d'une blessure à la tête. Il sera appelé en 2007 en sélection nationale, par Brian Ashton, pour participer à l'entrainement précédant la Coupe du Monde 2007.
Non retenu dans la liste des joueurs pour la Coupe du Monde en France, il faudra attendre le Tournoi des six nations 2008 pour voir les débuts de Cipriani en équipe d'Angleterre. D'abord sélectionné contre l'Écosse, au poste d'arrière, il sera évincé du groupe deux jours avant le match pour un « comportement inapproprié » lors d'une sortie en boîte de nuit.
Auteur d'un match réussi, il honorera sa première sélection le 15 mars 2008, en remplaçant Jonny Wilkinson, contre l'Irlande. Il affiche dès lors clairement sa volonté de prendre le poste de l'incontesté ouvreur champion du monde. Les avis à son sujet sont partagés lors de ce tournoi. Si certains désirent le voir prendre dans un premier temps ses marques à l'arrière, d'autres vont jusqu'à souhaiter sa titularisation et le repositionnement de Wilkinson en centre.
Sa blessure en 2008 marquera un coup d'arrêt dans la carrière internationale du jeune ouvreur. Sélectionné à l'occasion des test-matchs à l'automne 2008, il ne parviendra pas à s'installer durablement en équipe nationale.
La nomination de Martin Johnson aux commandes de la sélection et les rapports tumultueux entre les deux hommes, l'exclut définitivement de la sélection. Alors que Johnson affiche publiquement sa décision de ne pas faire appel à lui pour la Coupe du Monde 2011, Cipriani renonce à l'équipe d'Angleterre en s'engageant avec les Melbourne Rebels.
En s'engageant avec Sale pour 3 ans à partir de la saison 2012-2013, Cipriani espère réintégrer la sélection anglaise.
En mai 2016, il est convoqué pour disputer deux test-matchs avec les England Saxons les 10 et 17 juin 2016 contre l'équipe d'Afrique du Sud A de rugby à XV.
En juillet 2019, il est sélectionné en équipe nationale pour préparer la Coupe du monde 2019.

## Statistiques

### Internationales
Danny Cipriani a joué avec l'équipe d'Angleterre des moins de 19 ans, avec laquelle il a participé aux Championnats du monde en 2004 et 2005.
Il honore sa première cape en équipe d'Angleterre le 2 février 2008 lors du match contre le Pays de Galles comptant pour le Tournoi des Six Nations.
Il compte aujourd'hui 14 sélections, dont quatre en tant que titulaire et 10 en tant que remplaçant. Il a inscrit trois essais, huit transformations et onze pénalités, soit 64 points.
- Sélections par année : 7 en 2008, 2 en 2014, 5 en 2015
- Tournois des Six Nations disputés : 2008, 2015

## Palmarès

### En club
- Wasps
  - Vainqueur de la Coupe anglo-galloise en 2006
  - Vainqueur de la Coupe d'Europe en 2007
  - Vainqueur du Championnat d'Angleterre en 2008
  - Finaliste du Championnat d'Angleterre en 2017

- Sale Sharks
  - Finaliste de la Coupe anglo-galloise en 2013

### Distinctions personnelles
- Membre de l'équipe type du Championnat d'Angleterre en 2018
- Meilleur joueur du Championnat d'Angleterre en 2019 par la Rugby Players Association[9]